# Torrubiella aranicida
Torrubiella aranicida är en svampart som beskrevs av Boud. 1885. Torrubiella aranicida ingår i släktet Torrubiella och familjen Cordycipitaceae.   Inga underarter finns listade i Catalogue of Life.